# Свято-Георгіївська церква (Острівне)

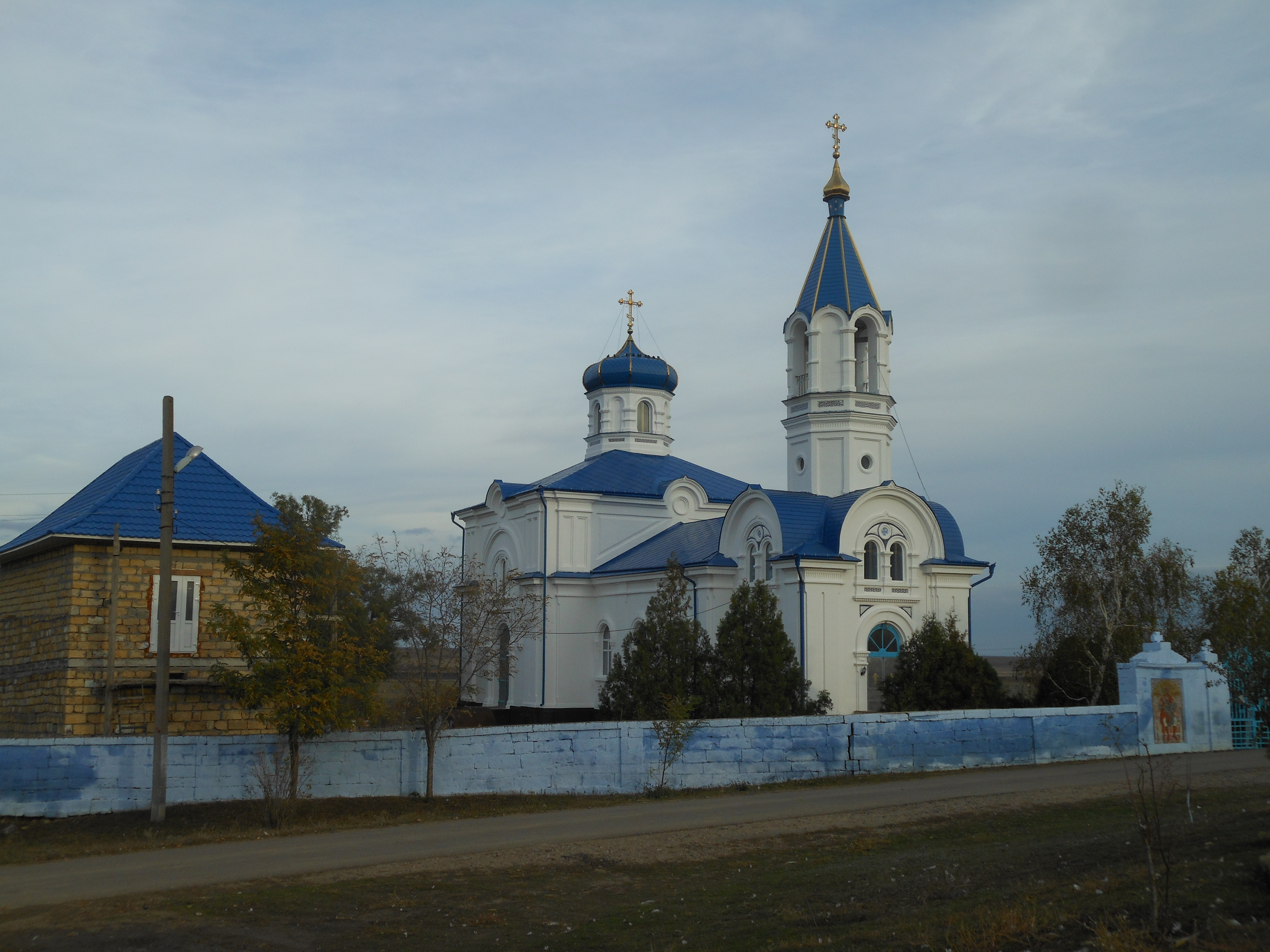
Свято-Георгіївська церква, Острівне 2017

Свято-Георгіївська церква, Георгіївська церква — стародавня діюча церква у с. Острівне Суворовської селищної громади в Ізмаїльському районі Одеської області, належить до УПЦ.

## Історія
Будівництво храму відбулось в 1888 році на кошти прихожан. З 1959 року церкву було закрито, а у 90-х роках XX століття церква знову стала відкритою для прихожан.
У грудні 2016 року відбулися роботи з реставрації храму.
Повністю перекриті куполи та покрівля церкви, встановлені нові хрести, замінені вікна на пластикові. Участь у відновленні приймали місцеві фермери, жителі та сільська рада, з'єднати людей у спільній справі вдалося протоієрею та настоятелю Свято-Георгіївської церкви Іллі Герману.

15 жовтня 2017 року село Острівне святкувало своє 200 річчя, свято почалося із богослужіння в храмі Свято - Георгіївської церкви о 8.00.

## Дивитись також
- Храми Одеси